# Истмейн
Истмейн (на френски: Rivière Eastmain) е река в Източна Канада, западната част на провинции Квебек, вливаща се от изток в залива Джеймс, южната част на Хъдсъновия залив. Дължината ѝ от 756 км ѝ отрежда 31-во място сред реките на Канада.

## Географска характеристика

### Извор, течение, устие
Река Истмейн изтича от езерото Lac Bréhat, на 555 м н.в., разположено в централната част на п-ов Лабрадор. До 74° з.д. тече на югозапад, като преминава през множество проточни езера, след което завива на запад, а след това на северозапад и навлиза в язовира Истмейн (южната част на язовира се нарича Литъл Опинака). На 52°12′29″ с. ш. 76°34′56″ з. д. / 52.208056° с. ш. 76.582222° з. д. изтича от язовира в западна посока, на 37 км преди устието си приема отдясно най-големия си приток река Опинака и се влива в югоизточната част на залива Джеймс, южната част на Хъдсъновия залив, при селището Качимумискуамуш.

### Водосборен басейн, притоци
Площта на водосборния басейн на реката е 46 400 km2.
През 1980-те години теченията на Истмейн и Опинака са преградени с язовирни стени и се образува големия язовир „Истмейн“ (около 600 км2), водите на който по проекта „Залив Джеймс“ се прехвърлят на север към басейна на река Ла Гранд за захранване на 8-те големи ВЕЦ-а. По този начин повече от 75% от водосборния ѝ басейн се загубва (на картата оцветен в оранжево). Предвижда се изграждането на ВЕЦ „Истмейн 1“ с мощност 50 MW.

### Хидроложки показатели
След изграждането на язовира „Истмейн“ се загубва не само 3/4 от водосборния басейн на реката, но се намалява и нейния отток. Сега многогодишният среден дебит в устието на Истмейн е 930 m3/s. Максималният отток на реката е през май и юни, а минималния през февруари-март. Снежно-дъждовно подхранване. От ноември до края на април-началото на май реката замръзва. В резултата от намалелия отток, реката започва да замръзва за по-продължителен период.

## Откриване и изследване на реката
През 1667 г. английският принц Рупърт Пфалцки (1619 – 1682) основава за търговия с ценни животински кожи „Компанията Хъдсън Бей“ (която все още съществува). През лятото на следващата 1668 г. той организира морска експедиция на кораба „Нонсач“, начело на която назначава известният по това време изследовател на Канада Медард дьо Грозейле и с капитан на кораба Захарий Гилам. В югоизточната част на залива Джеймс експедицията открива устието на река Истмейн.
По-късно реката е наименувана Истмейн по името на търговския регион Източен Мейн на „Компанията Хъдсън Бей“, заемащ южното и източно крайбрежие на Хъдсъновия залив. През 1685 г. в устието на реката Компанията основава търговско селище (фактория) (сега градчето Качимумискуамуш).
През 1880-те години цялото течение на Истмейн за първи път е изследвано и топографски картирано от канадския геолог Албърт Питър Лоу.